# ورزشگاه ام‌بومبل
ورزشگاه‌ام‌بومبل (به انگلیسی: Mbombela Stadium) یک ورزشگاه چند منظوره در آفریقای جنوبی است.
این استادیوم یکی از مراکز برگزاری بازیهای جام جهانی فوتبال ۲۰۱۰ است.